# Estación Pedro Medina
Estación Pedro Medina är en järnvägsstation i Chiguayante, strax utanför Concepción i Chile. Vid denna station trafikeras ett regionaltåg som förbinder Talcahuano och Concepción med La Laja, Talcamávida och Renaico (linjen kallas ofta "Corto Laja") samt även pendeltågen på Biotrén, ett pendeltågssystem som trafikerar Concepción och närliggande kommuner.
Linje 1 i Biotréns pendeltågssystem trafikerar stationen, där stationen ligger mellan Estación Chiguayante (riktning Talcahuano-El Arenal) och Estación Manquimávida (riktning Hualqui).

## Källa
Den här artikeln är helt eller delvis baserad på material från spanskspråkiga Wikipedia.